# Tréfols
Tréfols est une commune française, située dans le département de la Marne en région Grand Est.

## Géographie

### Localisation

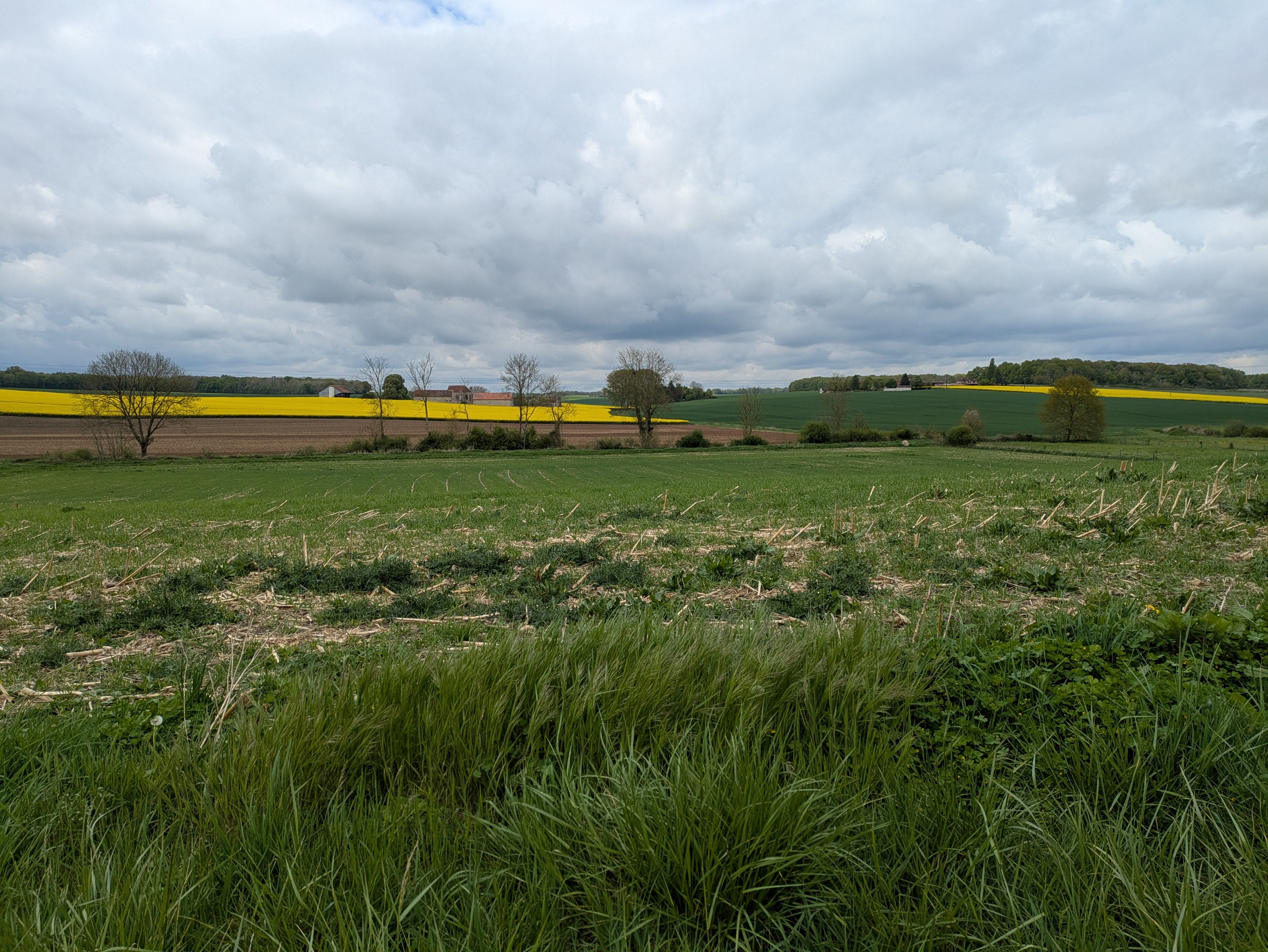
Le vallon du ru de Bonneval au nord, avec les hameaux de la Commanderie (gauche) et les Vidames (droite) en fond.

Tréfols se trouve au sud-ouest du département de la Marne, en région Grand Est, à la limite avec le département de la Seine-et-Marne et la région Île-de-France. La commune appartient à la région agricole de la Brie champenoise.
La commune de Tréfols s'étend sur une superficie de 1 439 hectares. Sur son territoire, l'altitude varie de 135 à 213 mètres. Le relief est marqué par les vallons formés par le ru de Bonneval, qui s'écoule du nord-est au sud-ouest de la commune, et de ses affluents.
Par la route, Tréfols se situe à 75 km de Châlons-en-Champagne, préfecture, à 53 km d'Épernay, sous-préfecture, et à 24 km de Sézanne, bureau centralisateur du canton de Sézanne-Brie et Champagne dont dépend Tréfols depuis 2015. La commune fait en outre partie du bassin de vie de Sézanne.
Tréfols est limitrophe de 7 communes :
| Montenils (Seine-et-Marne) | Rieux    |            |
| Le Vézier                  | Tréfols  | Morsains   |
| Villeneuve-la-Lionne       | Joiselle | Champguyon |

### Hydrographie

#### Réseau hydrographique
La commune est dans la région hydrographique « la Seine de sa source au confluent de l'Oise (exclu) » au sein du bassin Seine-Normandie. Elle est drainée par le ru de Bonneval, le Fossé 01 de la Haye Davaux, le ru de Vailly, le ru des Oulbards, le ru des Rouillis et divers autres petits cours d'eau,.
Le ru de Bonneval, d'une longueur de 19 km, prend sa source dans la commune de Charleville et se jette dans le Grand Morin à Joiselle, après avoir traversé cinq communes. 

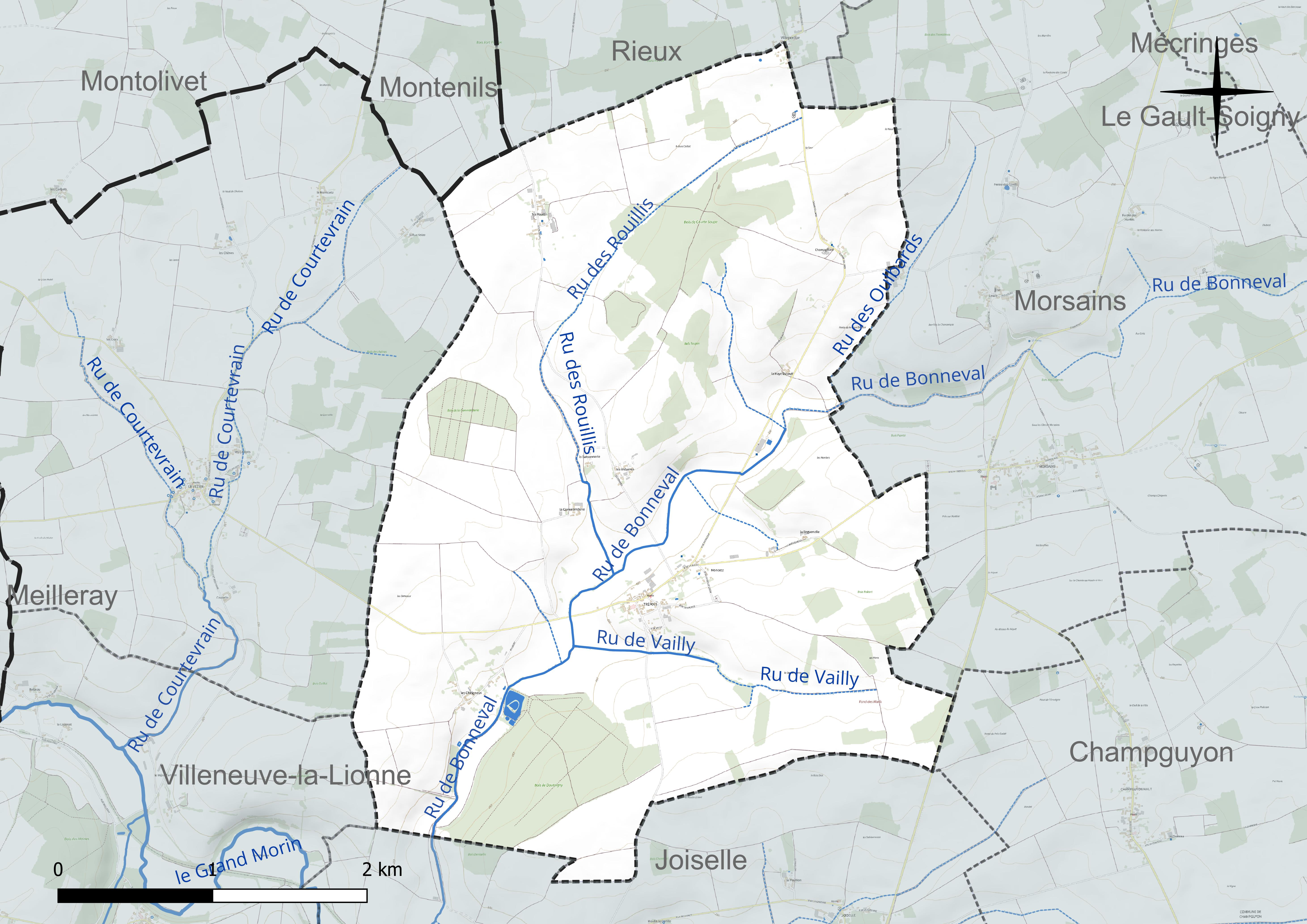
Réseau hydrographique de Tréfols.

#### Gestion et qualité des eaux

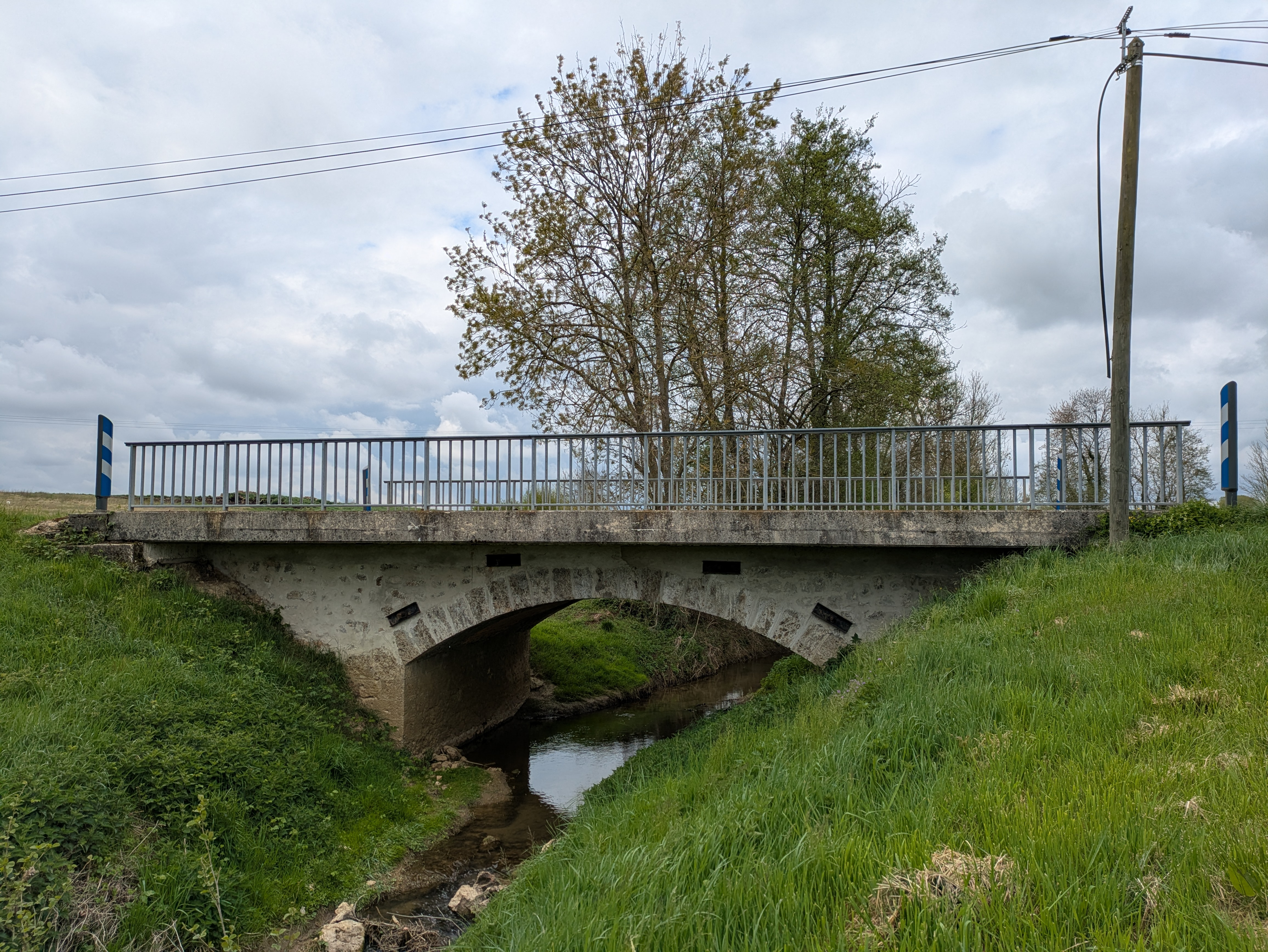
Le pont de la RD47 sur le ru de Bonneval.

Le territoire communal est couvert par le schéma d'aménagement et de gestion des eaux (SAGE) « Petit et Grand Morin ». Ce document de planification concerne le territoire des bassins versants du Petit Morin (630 km2) et du Grand Morin (1 185 km2) et se répartit sur trois départements (la Marne, l'Aisne et la Seine-et-Marne). Il a été approuvé le 21 octobre 2016. La structure porteuse de l'élaboration et de la mise en œuvre est le Syndicat mixte d'aménagement et de gestion des eaux (SMAGE) - EPAGE. 
La qualité des cours d’eau peut être consultée sur un site dédié géré par les agences de l’eau et l’Agence française pour la biodiversité. 

### Climat
Pour des articles plus généraux, voir Climat du Grand Est et Climat de la Marne.
En 2010, le climat de la commune est de type climat océanique dégradé des plaines du Centre et du Nord, selon une étude du Centre national de la recherche scientifique s'appuyant sur une série de données couvrant la période 1971-2000. En 2020, Météo-France publie une typologie des climats de la France métropolitaine dans laquelle la commune est exposée à un climat océanique altéré et est dans la région climatique  Nord-est du bassin Parisien, caractérisée par un ensoleillement médiocre, une pluviométrie moyenne régulièrement répartie au cours de l’année et un hiver froid (3 °C). 
Pour la période 1971-2000, la température annuelle moyenne est de 10,2 °C, avec une amplitude thermique annuelle de 15,4 °C. Le cumul annuel moyen de précipitations est de 784 mm, avec 12 jours de précipitations en janvier et 8,2 jours en juillet. Pour la période 1991-2020, la température moyenne annuelle observée sur la station météorologique de Météo-France la plus proche, « Esternay-Man », sur la commune d'Esternay à 8 km à vol d'oiseau, est de 10,9 °C et le cumul annuel moyen de précipitations est de 780,5 mm. 
La température maximale relevée sur cette station est de 42,5 °C, atteinte le 25 juillet 2019 ; la température minimale est de −25 °C, atteinte le 14 février 1956,,. 
Les paramètres climatiques de la commune ont été estimés pour le milieu du siècle (2041-2070) selon différents scénarios d'émission de gaz à effet de serre à partir des nouvelles projections climatiques de référence DRIAS-2020. Ils sont consultables sur un site dédié publié par Météo-France en novembre 2022.

### Milieux naturels et biodiversité
L'Inventaire national du patrimoine naturel (INPN) recense 348 espèces sur le territoire de la commune, dont 82 espèces protégées et 27 espèces menacées.
Tréfols ne compte aucune zone naturelle d'intérêt écologique, faunistique et floristique (ZNIEFF) ou autre espace naturel protégé sur son territoire.

## Urbanisme

### Typologie
Au 1er janvier 2024, Tréfols est catégorisée commune rurale à habitat très dispersé, selon la nouvelle grille communale de densité à sept niveaux définie par l'Insee en 2022.
Elle est située hors unité urbaine. Par ailleurs la commune fait partie de l'aire d'attraction de Montmirail, dont elle est une commune de la couronne,. Cette aire, qui regroupe 19 communes, est catégorisée dans les aires de moins de 50 000 habitants,.

### Occupation des sols
L'occupation des sols de la commune, telle qu'elle ressort de la base de données européenne d’occupation biophysique des sols Corine Land Cover (CLC), est marquée par l'importance des territoires agricoles (86,6 % en 2018), une proportion en légère augmentation par rapport à 1990 (85,1 %). La répartition détaillée en 2018 est la suivante : terres arables (83,2 %), forêts (13,4 %) prairies (1,8 %) et zones agricoles hétérogènes (1,6 %).
L'évolution de l’occupation des sols de la commune et de ses infrastructures peut être observée sur les différentes représentations cartographiques du territoire : la carte de Cassini (XVIIIe siècle), la carte d'état-major (1820-1866) et les cartes ou photos aériennes de l'IGN pour la période actuelle (1950 à aujourd'hui).

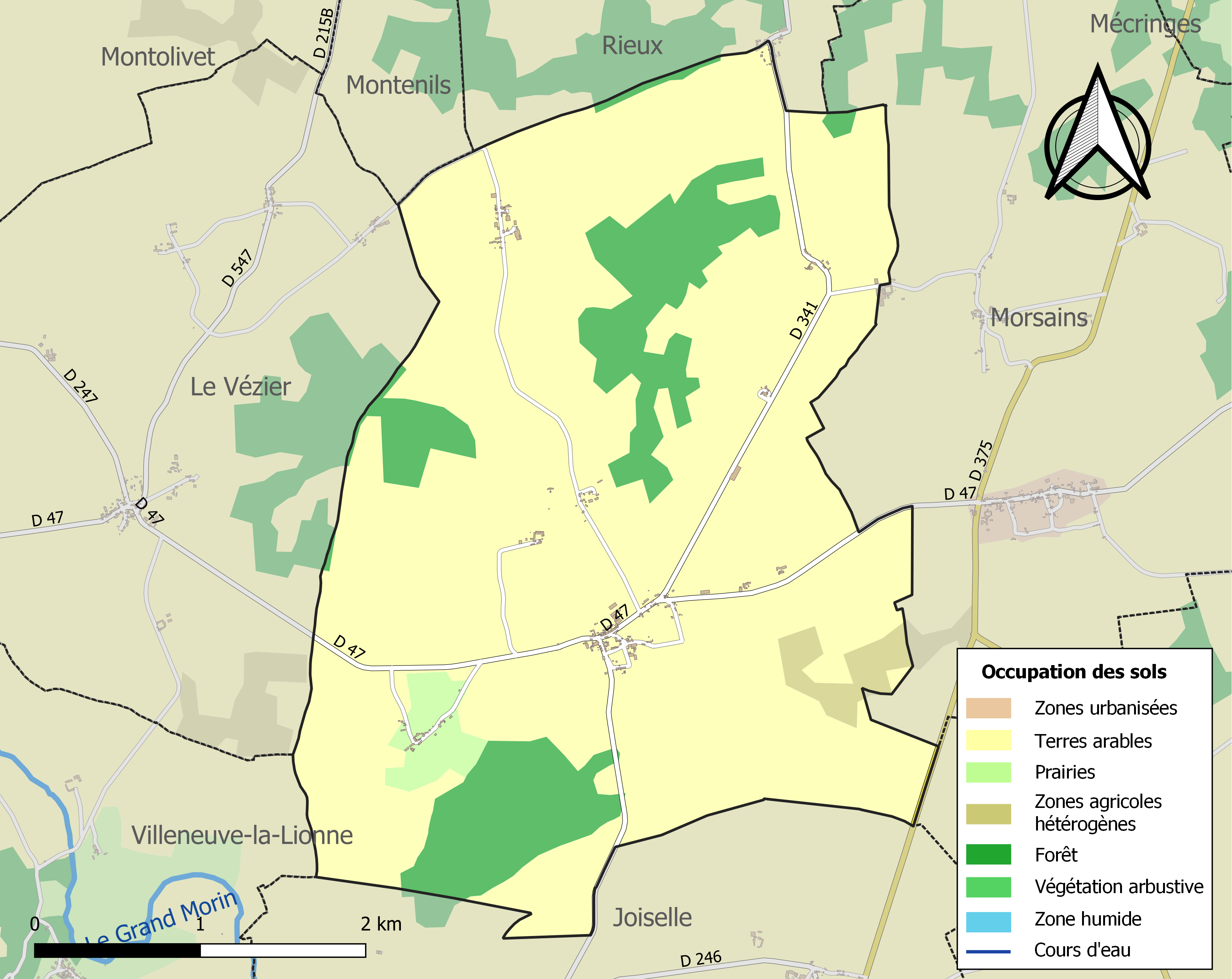
Carte des infrastructures et de l'occupation des sols de la commune en 2018 (CLC).

### Hameaux et écarts

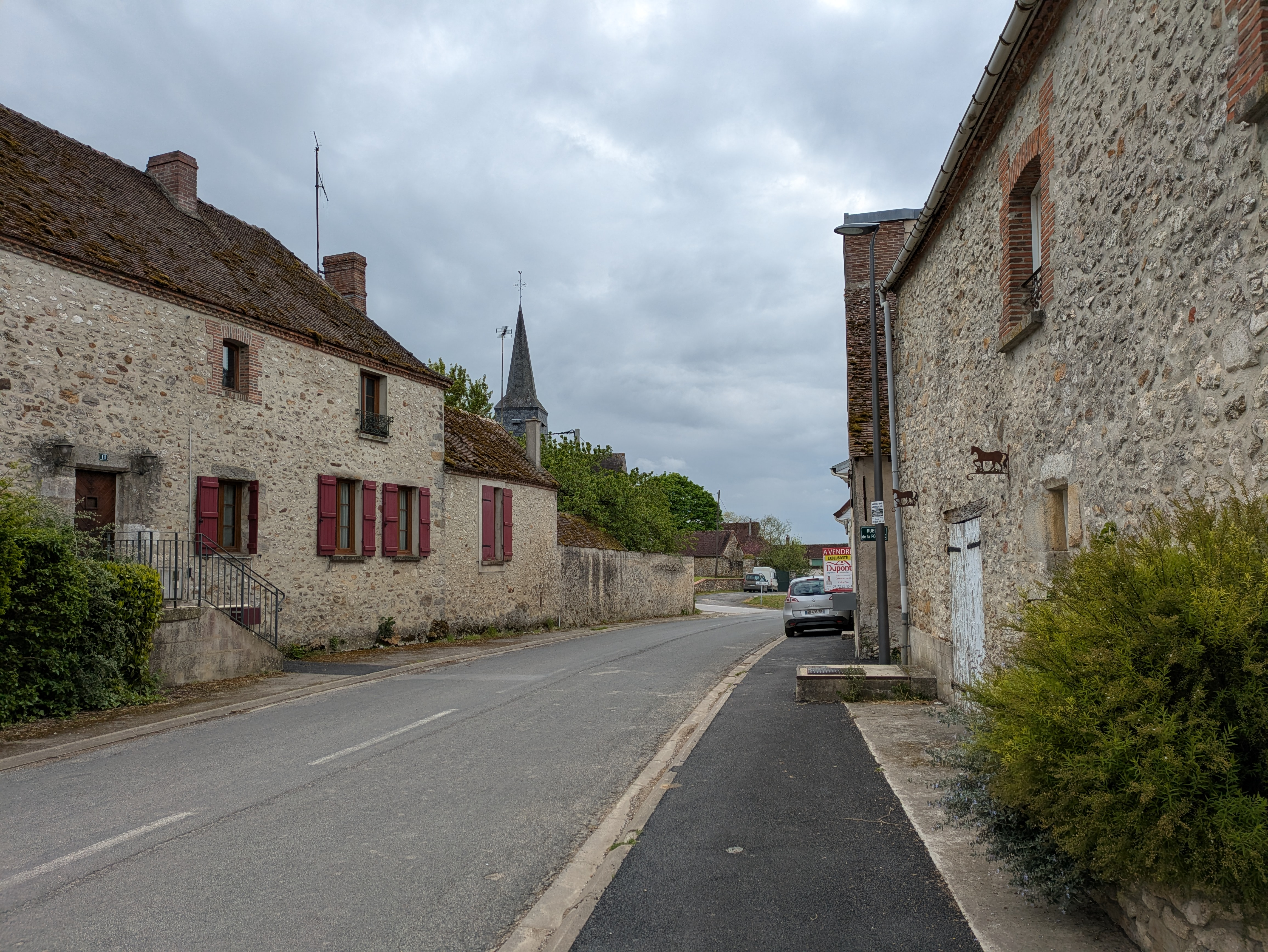
La rue de la Bûche, dans le centre du village.

Outre le bourg de Tréfols, la commune compte 9 hameaux : Champgillard, les Cheigneux, la Commanderie, la Haye Davaux, la Roguenelle, la Sansonnerie, les Rouillis, les Vidames et Villeperdue. S'y ajoute l'ancien hameau de Moncetz, aujourd'hui intégré au village.

### Habitat et logement
En 2021, Tréfols compte 93 logements. Ces logements sont uniquement des maisons ; la commune ne comptant aucun appartement. En raison de la prévalence des maisons, les résidences principales de Tréfols disposent en moyenne de 5,2 pièces.
Le tableau ci-dessous présente une comparaison de quelques indicateurs chiffrés du logement pour Tréfols, la communauté de communes de la Brie champenoise (CCBC), le département de la Marne et la France entière :
|                                                            | Tréfols | CCBC  | Marne   | France     |
| ---------------------------------------------------------- | ------- | ----- | ------- | ---------- |
| Ensemble des logements                                     | 93      | 4 109 | 300 919 | 37 155 918 |
| Part des résidences principales (en %)                     | 79,3    | 80,9  | 87,5    | 82,2       |
| Part des résidences secondaires (en %)                     | 18,5    | 9,3   | 3,4     | 9,7        |
| Part des logements vacants (en %)                          | 2,2     | 9,8   | 9,1     | 8,1        |
| Part des propriétaires de leur résidence principale (en %) | 91,7    | 69,2  | 52,2    | 57,5       |

À Tréfols, 79,3 % des logements sont en 2021 des résidences principales, 18,5 % des résidences secondaires et 2,2 % des logements vacants. Par ailleurs, 91,7 % des ménages sont propriétaires de leur résidence principale. Tréfols se démarque ainsi par un nombre supérieur à la moyenne de résidences secondaires et de ménages propriétaires de leur résidence principale.
Parmi les 74 résidences principales construites avant 2019, 59,7 % avaient été construites avant 1919, 8,3 % entre 1919 et 1945, 12,5 % entre 1946 et 1970, 9,7 % entre 1971 et 1990, 1,4 % entre 1991 et 2005 et 8,3 % depuis 2006.
Le tableau ci-dessous présente l'évolution du nombre de logements sur le territoire de la commune, par catégorie, depuis 1968 :
|                        | 1968 | 1975 | 1982 | 1990 | 1999 | 2010 | 2015 | 2021 |
| ---------------------- | ---- | ---- | ---- | ---- | ---- | ---- | ---- | ---- |
| Résidences principales | 40   | 37   | 40   | 49   | 54   | 52   | 65   | 74   |
| Résidences secondaires | 22   | 36   | 39   | 30   | 24   | 23   | 18   | 17   |
| Logements vacants      | 7    | 9    | 2    | 4    | 7    | 7    | 9    | 2    |
| Total                  | 69   | 82   | 81   | 83   | 85   | 82   | 92   | 93   |

## Toponymie
Le nom de la localité est attesté sous les formes Tres Fagi (1179) ; Trefotum (1179) ; Trefolli (1197-1201) ; Tresfous, Trefox, Tresfort (vers 1222) ; Treffoux (vers 1252) ; Treffox (1377) ; Treffous (1377) ; Treffolx (1493) ; Treffolz (1547) ; Tresfaulx (1607) ; Tresfaux (1607) ; Trefol (1687) ; Tresfols (1748) ; Treffaux (XVIIIe siècle).

Tréfols est issu de l'oïl tres « trois » et fols, pluriel de l'oïl fou, « hêtre », et signifie donc « trois hêtres ».

## Politique et administration

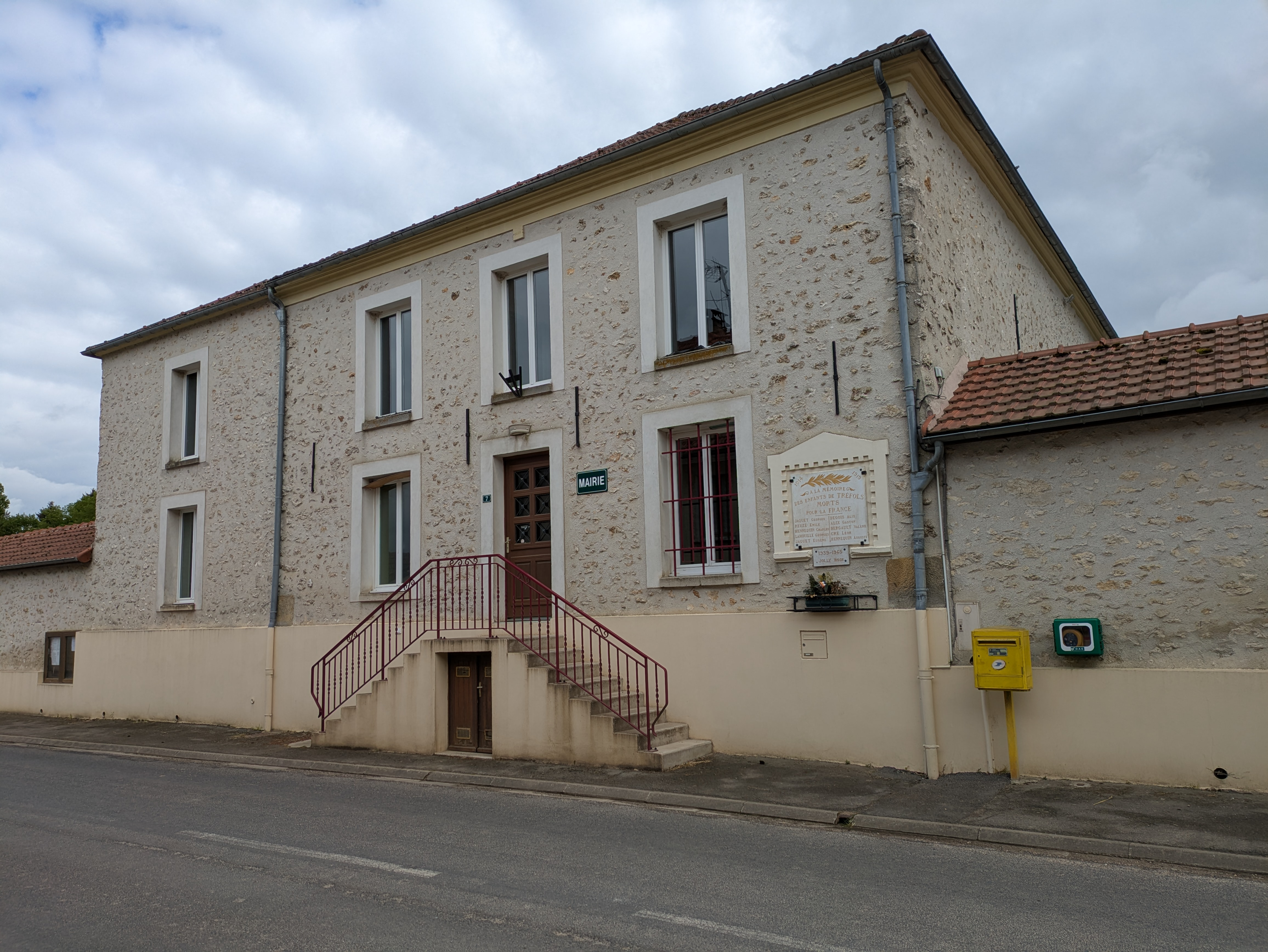
La mairie de Tréfols.

| Période                                  | Période                       | Identité           | Étiquette | Qualité                                                                                  |
| ---------------------------------------- | ----------------------------- | ------------------ | --------- | ---------------------------------------------------------------------------------------- |
| Les données manquantes sont à compléter. |                               |                    |           |                                                                                          |
| 1995                                     | mars 2008                     | Jocelyne Bruggeman |           |                                                                                          |
| mars 2008                                | 2012                          | Hervé Billard      |           | Retraité du BTP Décédé en fonction                                                       |
| 2013                                     | En cours (au 2 décembre 2020) | Patrick Vié        |           | Vice-président de la CC de la Brie Champenoise (2020 → ) Réélu pour le mandat 2020-2026, |

## Équipements et services publics

### Eau et déchets
L'approvisionnement en eau potable et l'assainissement des eaux usées sont des compétences de la communauté de communes de la Brie champenoise. Tréfols est alimentée en eau potable par le captage du Pré des Cognots de Morsains. La production et la distribution d'eau potable font l'objet d'une délégation de service public confiée à Suez jusqu'en 2028. L'assainissement y est non collectif.
La communauté de communes est également compétente en matière de déchets. La collecte des ordures ménagères résiduelles (en bac) et des déchets recyclables (en sacs translucides jaunes) est réalisée en porte à porte. La communauté de commune adhérant au syndicat de valorisation des ordures ménagères de la Marne (SYVALOM), ces déchets sont amenés au centre de transfert départemental de Sézanne puis valorisés sur le site de La Veuve. La communauté de communes propose des composteurs individuels à tarif réduit pour les biodéchets. La collecte du verre et des textiles se fait en apport volontaire. Pour les autres déchets, l'unique déchèterie de la communauté de communes est située à Montmirail, dans le hameau de Maclaunay. La collecte des déchets et la gestion de la déchèterie sont confiées à des entreprises privées par marchés publics.

### Enseignement
Tréfols fait partie de l'académie de Reims.
La commune appartient au regroupement pédagogique de Charleville-Le Gault-Soigny. L'école primaire du Gault-Soiny, située place de la Mairie, accueille 62 élèves (chiffres 2024-2025) de maternelle, du CM1 et CM2. L'école élémentaire de Charleville, située place de l'Église, accueille 44 élèves (chiffres 2024-2025) du CP au CE2.
Les jeunes de Tréfols sont ensuite rattachés au collège de la Brie champenoise à Montmirail et au lycée La Fontaine du Vé de Sézanne.

### Postes et télécommunications
Une boîte aux lettres de La Poste se trouve sur le territoire de la commune, rue de la Bûche. Le bureau de poste le plus proche est situé à Esternay, à environ 8 km de Tréfols. La commune partage toutefois son code postal (51210) avec le bureau de poste de Montmirail à 10 km.

### Justice, sécurité et secours
Du point de vue judiciaire, Tréfols relève du conseil de prud'hommes d'Épernay, du tribunal de commerce de Reims, du tribunal judiciaire, du tribunal paritaire des baux ruraux et du tribunal pour enfants de Châlons-en-Champagne, dans le ressort de la cour d'appel de Reims. Pour le contentieux administratif, la commune dépend du tribunal administratif de Châlons-en-Champagne et de la cour administrative d'appel de Nancy.
Tréfols est située en secteur Gendarmerie nationale et dépend de la brigade de Montmirail.
En matière d'incendie et de secours, les centres d'incendie et de secours les plus proches sont ceux de Montmirail et Esternay, dépendant du Service départemental d'incendie et de secours (SDIS) de la Marne.

## Population et société
Les habitants de la commune sont les Tréfolais et les Tréfolaises.

### Démographie
L'évolution du nombre d'habitants est connue à travers les recensements de la population effectués dans la commune depuis 1793. Pour les communes de moins de 10 000 habitants, une enquête de recensement portant sur toute la population est réalisée tous les cinq ans, les populations de référence des années intermédiaires étant quant à elles estimées par interpolation ou extrapolation. Pour la commune, le premier recensement exhaustif entrant dans le cadre du nouveau dispositif a été réalisé en 2008.

En 2022, la commune comptait 174 habitants, en évolution de +8,07 % par rapport à 2016 (Marne : −1,19 %, France hors Mayotte : +2,11 %).
| 1793 | 1800 | 1806 | 1821 | 1831 | 1836 | 1841 | 1846 | 1851 |
| ---- | ---- | ---- | ---- | ---- | ---- | ---- | ---- | ---- |
| 240  | 263  | 253  | 240  | 284  | 314  | 293  | 311  | 328  |

| 1856 | 1861 | 1866 | 1872 | 1876 | 1881 | 1886 | 1891 | 1896 |
| ---- | ---- | ---- | ---- | ---- | ---- | ---- | ---- | ---- |
| 314  | 310  | 354  | 292  | 291  | 267  | 296  | 297  | 300  |

| 1901 | 1906 | 1911 | 1921 | 1926 | 1931 | 1936 | 1946 | 1954 |
| ---- | ---- | ---- | ---- | ---- | ---- | ---- | ---- | ---- |
| 279  | 303  | 304  | 250  | 235  | 222  | 209  | 195  | 207  |

| 1962 | 1968 | 1975 | 1982 | 1990 | 1999 | 2006 | 2008 | 2013 |
| ---- | ---- | ---- | ---- | ---- | ---- | ---- | ---- | ---- |
| 184  | 141  | 117  | 112  | 131  | 159  | 142  | 137  | 153  |

| 2018 | 2022 | - | - | - | - | - | - | - |
| ---- | ---- | - | - | - | - | - | - | - |
| 174  | 174  | - | - | - | - | - | - | - |

### Cultes
Pour le culte catholique, Tréfols dépend de la paroisse Saint-Vincent-de-Paul - Montmirail, au sein du diocèse de Châlons-en-Champagne.

### Médias
La presse écrite régionale comprend le quotidien L'Union, le bi-hebdomadaire Le Pays briard et l'hebdomadaire L'Hebdo du vendredi.
Parmi les stations de radio locales, il est possible de citer Ici Champagne-Ardenne et Champagne FM.

## Économie

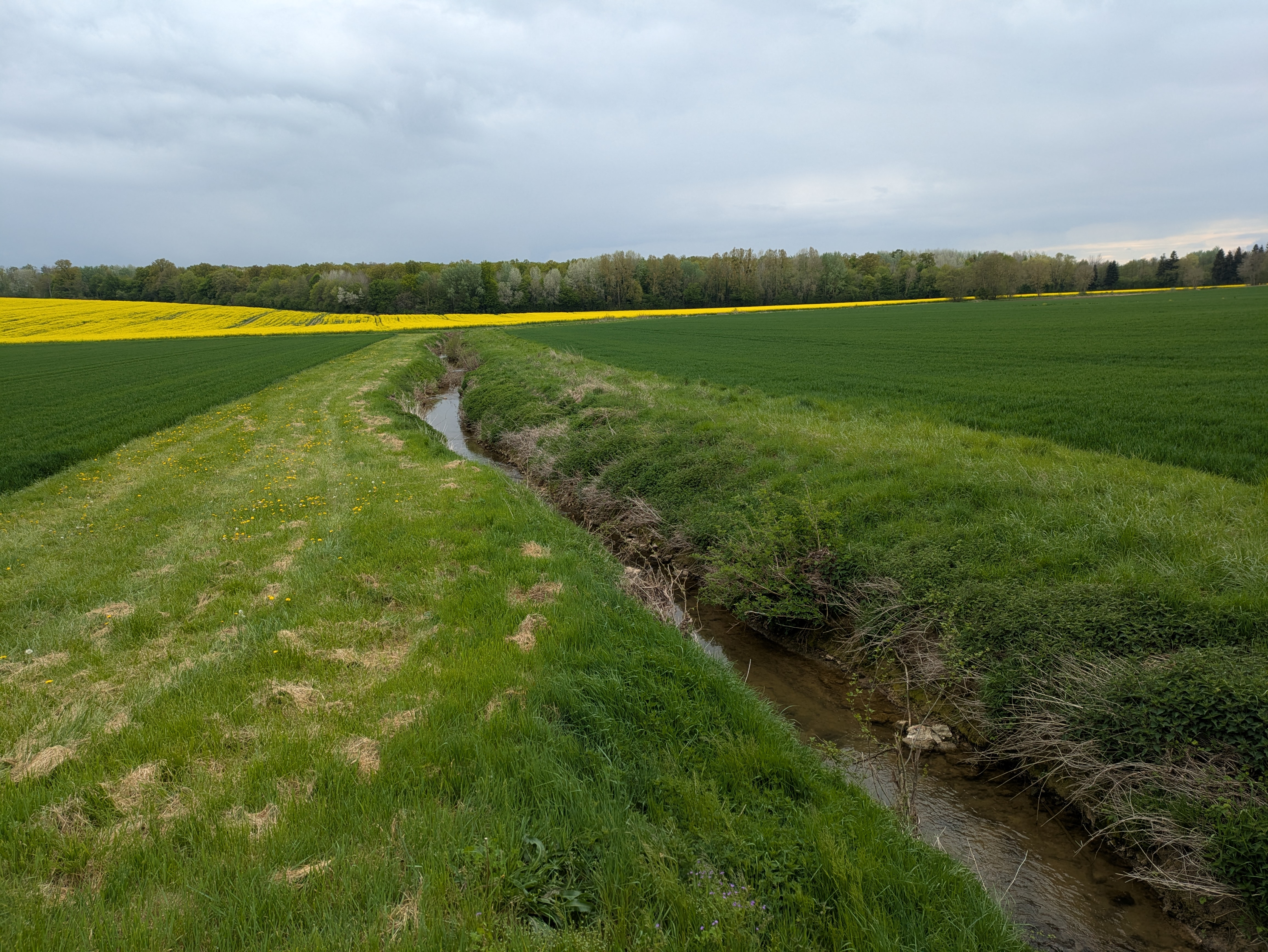
Terres agricoles autour du ru de Bonneval, devant le bois de Doussigny.

## Culture locale et patrimoine

### Lieux et monuments
Parmi les monuments de la commune, on peut citer :
- l'église Saint-Médard, datée du XIIe siècle[48] ;
- les anciens châteaux de Doussigny et de la Roguenelle ;
- l'ancienne grange des templiers devenue commanderie de Tréfols au temps des hospitaliers (propriété privée) ;
- les quatre lavoirs ;
- la tour géodésique de Champgillard de 1905.

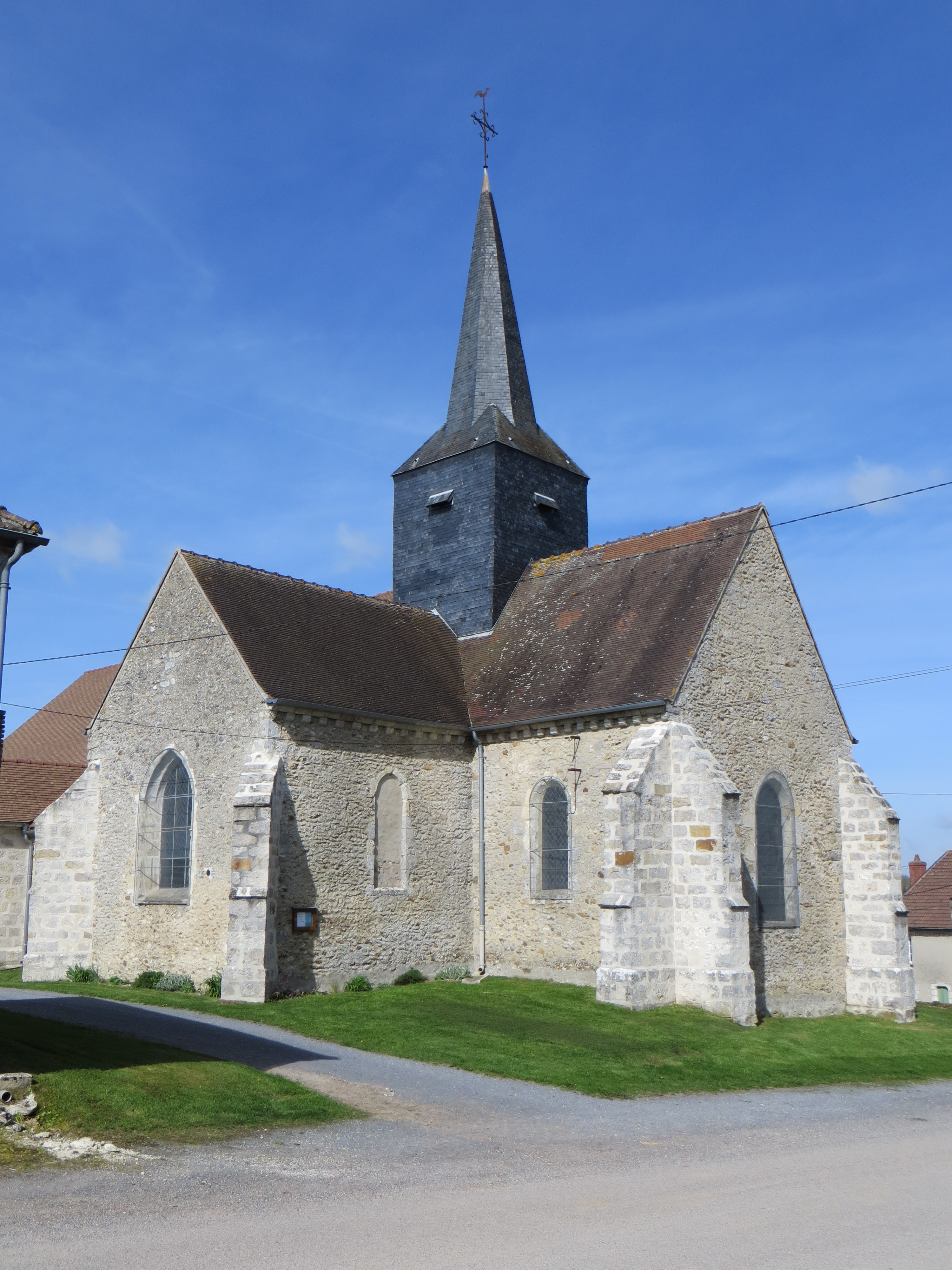
L'église Saint-Médard.
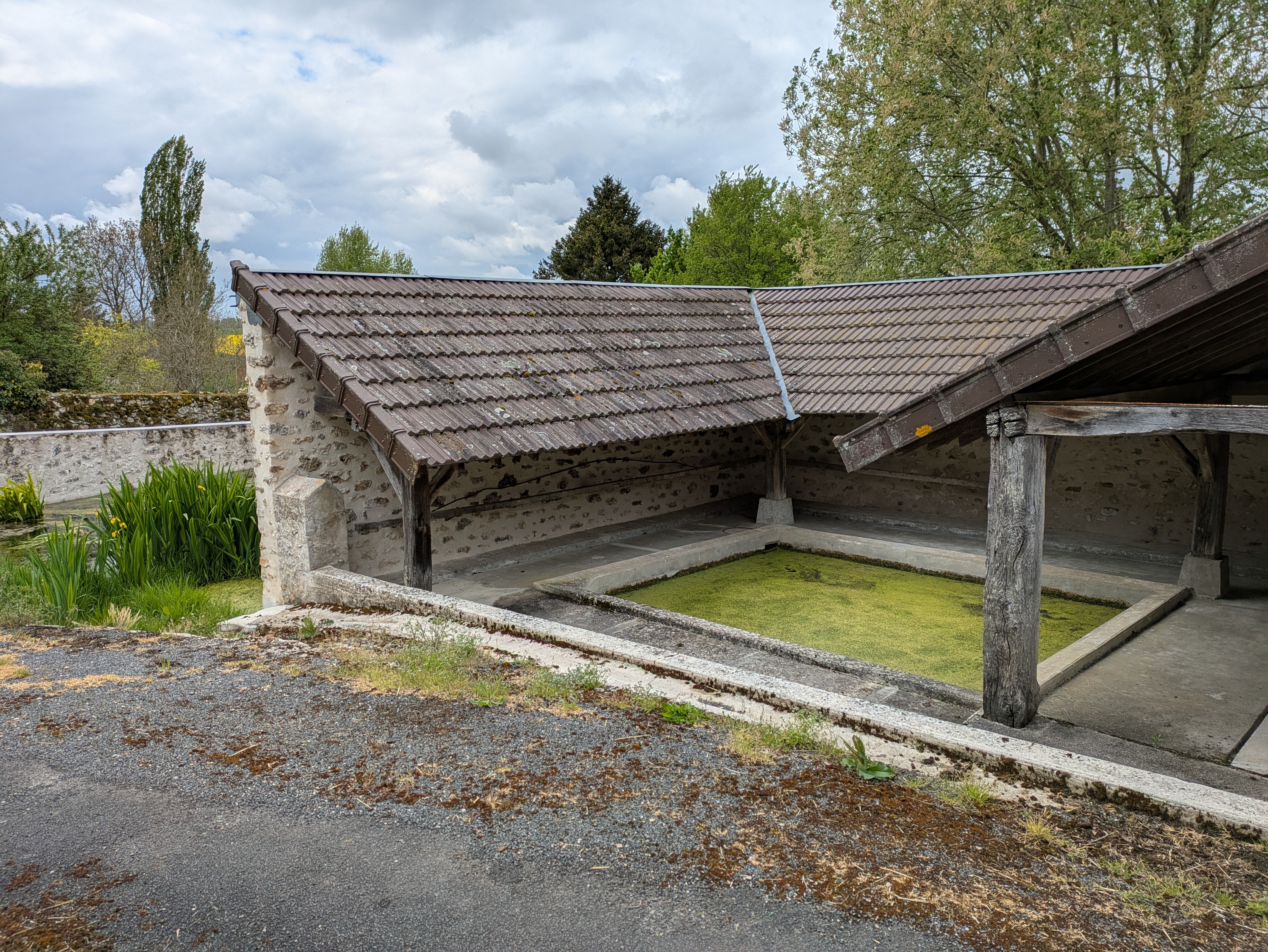
Le lavoir de la rue de la Fontaine.
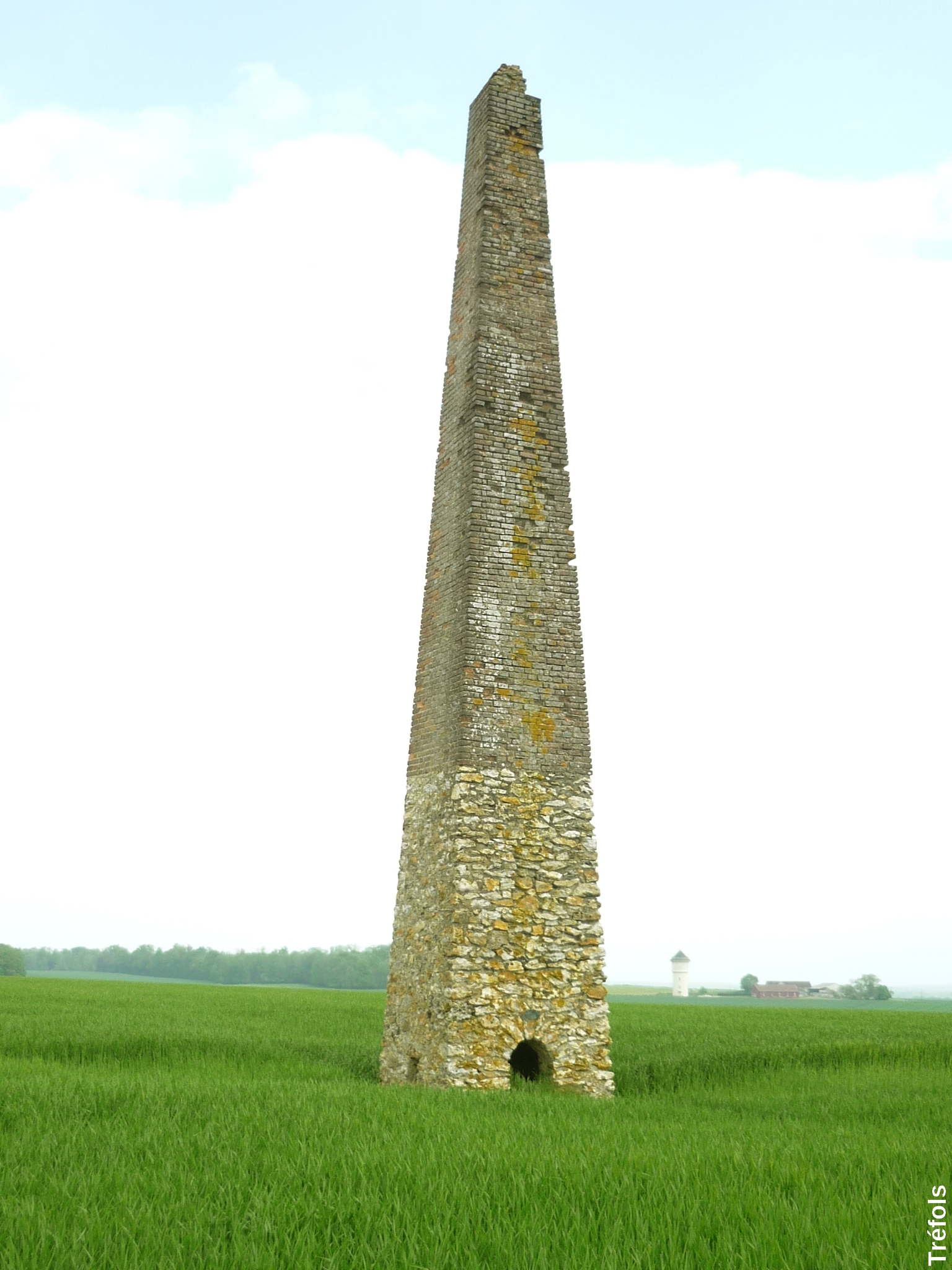
La tour géodésique de Champgillard.